# 自由黨 (香港)
自由黨（英語：Liberal Party）是香港建制派政黨，創立於1993年，前身為啟聯資源中心。

## 簡史

第一代黨徽（1993年－2003年）

第二代黨徽（2003年－2010年）

### 主權移交前
1984年《中英聯合聲明》後，港英政府開始推動香港民主化進程，以往受港督委任的非官守議員開始由民選議員出任，導致民主派的崛起。為抗衡民主派，由立法局及行政局首席議員李鵬飛領導，代表工商界的非官守議員於1991年成立自由黨前身啟聯資源中心。1993年正式創黨，創黨主席為前立法局議員李鵬飛。
初期黨員主要由商人、企業家及專業人士組成，被認為是親工商界的資產階級政黨，故此又被稱為“富貴黨”。
1992年，保守黨前主席彭定康被馬卓安任命為港督後，李鵬飛與一眾行政局議員立即總辭。1993年與張鑑泉和周梁淑怡等人改組自由黨，成為創黨主席，自此與港英政府漸行漸遠。
1994年，彭定康推出的普選成份較高的「新九組」政改方案不為中共當局接受，自由黨於是提出與港英政府對抗的修正案「九四方案」，但後來彭定康向議員施壓，使計劃最終失敗。政改方案最終在民主派支持下獲得通過，中共其後終止「直通車」，立法局議員不能過渡1997年。

### 主權移交後
創黨主席李鵬飛曾於1995年香港立法局選舉中首次循直選取得立法局議席，後於1998年香港立法會選舉中落敗並辭任主席，由田北俊接任。自由黨雖然在直選議席中只取得過最多2個議席，但由於功能組別的制度，自由黨早期在立法會皆能取得與民建聯、民主黨鼎足而三的局面，發揮影響力。
2003年《香港特別行政區基本法第二十三條》引致民怨沸騰，自由黨主席田北俊帶頭辭任行政會議成員，逼使政府放棄立法。2004年香港立法會選舉，田北俊及周梁淑怡分別空降新界東及新界西，雙雙當選。自由黨取得10個香港立法會議席，成為立法會第二大黨；除田北俊及周梁淑怡是由地區直選取得議席外，其餘八席都是由功能組別選出。2004年，自由黨建立「自由論壇」，成為香港首個由政黨建立、任公眾自由參加的網上論政平臺。
2003年後發起「旗彩招募行動」招攬社會各階層入黨，及首次更改黨徽，黨員成份開始多元化。另外有周邊組織「自由之友」，有近萬名會員。該黨主張自由市場經濟，要求政府提高透明度，嚴格控制政府收入和開支，包括稅收和福利。
2008年香港立法會選舉，自由黨時任主席田北俊和副主席周梁淑怡分別在新界東和新界西競選連任失敗，連同九龍西的田北辰和香港島的林翠蓮，自由黨在地區直選全軍盡墨，加上時任旅遊界議員楊孝華引退，自由黨改為力挺董耀中，亦競選落敗；劉皇發選舉4天後退黨；自由黨的議席由10席下跌至6席，田北俊和周梁淑怡因而就自由黨競選失利，辭任黨主席和副主席的職務，並由劉健儀代理主席職務。到了10月8日立法會就職日，林健鋒、梁劉柔芬、梁君彥也宣佈退黨，自組3L。結果自由黨只餘下3席，在立法會只是排行第五（如一併計算專業會議，則是排第六），淪為小黨，失去過往關鍵的優勢，只剩民建聯在建制派中一黨獨大，民建聯成為建制派的代表。
2008年，不少區議員先後退黨，如九龍城區區議員黃以謙、元朗區區議員袁敏兒、東區區議員李漢城、屯門區區議員羅煌楓等，另有因欠交會費而被終止黨籍的。合資格黨員亦由原本約1000人，減至363人。
2010年，自由黨飲食界的功能組別議員張宇人建議將香港最低工資水平訂為港幣20元，引起社會上不少人的強烈不滿。在大家樂克扣員工「飯鐘錢」爭議中，田北辰因與黨內持不同意見，宣佈退黨，及後參與成立新民黨，成為新民黨創黨副主席。
2011年3月27日，自由黨宣佈更換使用了9年的黨徽，改以藍綠色為主色、以「自由」的「自」為造形、以兩個圓環為構圖，表達出自由黨團結一致、生動靈活、持續性強、滲透力廣、透明度高等理念。這是自1993年創黨至今，啟用的第3個黨徽，頻率大概是每換一個主席都會更換一次黨徽。
2012年香港立法會選舉，自由黨在地區直選由榮譽主席田北俊重奪新界東選區的地區直選議席，但主席劉健儀則在香港島選區落敗，再加上本黨在區議會選舉表現欠佳，並即日向黨辭去主席職務；而在功能界別議席方面，自由黨獲得4個議席，令總議席上升至5席。田北俊成為新設的自由黨黨魁，而周梁淑怡接任自由黨主席。代表中產及工商界的新民黨及經民聯，在2011至2012年相繼成立，使原是工商界代表的自由黨，漸趨中聯辦及梁振英領導的香港特區政府邊緣化。
2013年4月22日，前港區全國人大代表吳康民在明報撰文，質疑英國在1980年代中英談判時，已開始在公務員團隊和工商界培育一股「親英勢力」，甚至在香港吸收不少「骨幹分子」加入軍情六處（MI-6）。他另點名批評前政務司長陳方安生是「港英餘孽」的「第一梯隊」，又質疑有人在去年特首選舉投白票，形容這是「港英餘孽」的第二梯隊「暴露真面目」。吳康民在接受查詢時坦言「第二梯隊」乃針對自由黨，直指有人「身在曹營心在漢」。吳又質疑這種人是想報答英國人提拔，才公然與中央「唱對台」。吳又認為「港英餘孽」還有「第三」和「第四」梯隊，形容前者「若隱若現，關鍵時刻出來幫腔，有時也唱唱反調」，是「雙面人」；後者則「長期埋伏，以待時機」，他不便「畫公仔畫出腸」。
2015年2月27日，全國政協委員、基本法研究中心主任胡漢清加入自由黨，並擔任自由黨憲制專責小組召集人，同年元旦，陸嘉名退黨轉戰民建聯及商界發展。
2016年香港立法會選舉，自由黨再次在地區直選全軍盡墨，令自由黨議席一路向下跌，分別取得4席。
2016年10月7日，張宇人接替鍾國斌，成為自由黨主席，而鍾國斌則接任為自由黨黨魁，兩人表示願意與特首梁振英領導的政府保持良好關係，意味着自由黨長達18年的「田北俊時代」正式結束。
2016年12月，梁振英在選委會選舉前夕宣佈不再連任。原本宣佈不參選特首的林鄭月娥突然改口宣佈參選，另一方面，曾俊華亦有意參選。今次自由黨未有綑綁投票，但是田北俊卻一直支持曾俊華參選，同時自由黨亦有人提名林鄭月娥，例如主席張宇人。最後林鄭月娥當選，張宇人繼續留任行政會議。
2019年6月，反修例運動爆發，張宇人立即代表自由黨表態支持，不過黨魁鍾國斌對修例有所保留，田北俊亦批評張宇人盲目支持政府政策。到7月，以田氏為首的4個榮譽主席更加公開要求張宇人辭去行會成員一職，但不得要領，黨內親政府的「張宇人路線」以及和政府保持距離「田北俊路線」之間的衝突終於在反修例一事爆發，後來田北俊在2020年籌組新政黨「希望聯盟」。到2019年區議會選舉，自由黨議席由8席跌至5席，剩下的都是人均收入極高的選區，這些一般視為是自由黨的鐵票區。
2020年立法會選舉，自由黨只是保持出戰四個功能組別，是創黨以來首次不出戰地區直選，不過香港政府以「疫情嚴峻」為由將選舉延期一年。

## 政治立場
自由黨是建制派的工商界政黨，但從不迴避對政府的批評。在回歸前，自由黨的立場一般被認為親港英政府及反對民主派，不少創黨成員，如李鵬飛、周梁淑怡等，皆為行政局議員。直至1994年，彭定康推出政改方案後，自由黨開始與港英政府越走越遠，包括提出中央可接受的「九四方案」，政治立場轉為親北京。
自由黨在香港回歸後一直緊隨香港特別行政區政府，惟在2003年自由黨轉軚反對23條立法後，與香港特區政府的關係若即若離，並自稱是「中間派」，可是在部分具爭議性的議題上，自由黨在政府及選民之間常左右搖擺，導致兩邊不討好，所以又被稱為「騎牆派」，但自由黨的立場仍然是支持特區政府，總體上仍被視為建制派陣營。
2012年香港行政長官選舉，自由黨支持唐英年，被視為「唐營」，拒絕支持梁振英。自由黨即使在梁振英當選後，雖然繼續支持香港特區政府，但和民主派般並未表達支持梁振英。梁振英上任後，自由黨與梁振英關係惡劣。自由黨成為唯一的主要建制派政黨沒有加入行政會議，直至2016年11月25日，張宇人接任主席並接受梁振英委任成為行政會議非官守成員，自由黨重新加入行會，與梁振英的關係才逐漸好轉。
2017年香港行政長官選舉，自由黨時任黨魁鍾國斌、榮譽主席田北俊及周梁淑怡提名及支持曾俊華，唯時任主席張宇人及其他選委提名及支持林鄭月娥。林鄭月娥當選特首後，張宇人繼獲委任為行會成員。此後自由黨被指與政府越走越近，但與以田北俊為首的一眾創黨成員越走越遠。包括在2019年反修例風波中，鍾國斌反對政府倉促通過條例，但張宇人支持，結果引發當時四名榮譽主席（田北俊、周梁淑怡、劉健儀及方剛）發動聯署要求張宇人在辭任行會成員。
2021年立法會選舉，鍾國斌連任失敗，其後張宇人接任黨魁，邵家輝接任主席。

### 自由黨榮譽主席取消職位
2022年8月10日，中央委員會議名單通過，三人被指密謀廢除黨「榮譽主席」的喪失制度結果與引發田北俊、周梁淑怡及劉健儀等將於退黨後以示不滿。

## 立法會議員、行政會議成員及人大政協

### 立法會議員
| 席位       | 選區／界別             | 議員     | 1998-2000  | 2000-2004 | 2004-2008 | 2008-2012 | 2012-2016 | 2016-2021 | 2022-2025 | 備註 |
| ---------- | ---------------------- | -------- | ---------- | --------- | --------- | --------- | --------- | --------- | --------- | ---- |
| 地方選區   | 新界西                 | 周梁淑怡 |            |           |           |           |           |           |           |      |
| 地方選區   | 新界東                 | 田北俊   |            |           |           |           |           |           |           |      |
| 功能界別   | 鄉議局                 | 劉皇發   |            |           |           | →         |           |           |           |      |
| 功能界別   | 航運交通界             | 劉健儀   |            |           |           |           |           |           |           |      |
| 功能界別   | 航運交通界             | 易志明   |            |           |           |           |           |           |           |      |
| 功能界別   | 建築、測量及都市規劃界 | 何承天   |            |           |           |           |           |           |           |      |
| 功能界別   | 地產及建造界           | 夏佳理   |            |           |           |           |           |           |           |      |
| 功能界別   | 旅遊界                 | 楊孝華   |            |           |           |           |           |           |           |      |
| 功能界別   | 商界（第一）           | 田北俊   |            |           |           |           |           |           |           |      |
| 功能界別   | 商界（第一）           | 林健鋒   |            |           |           | →         |           |           |           |      |
| 功能界別   | 工業界（第一）         | 丁午壽   |            |           |           |           |           |           |           |      |
| 功能界別   | 工業界（第一）         | 梁君彥   |            |           |           | →         |           |           |           |      |
| 功能界別   | 紡織及製衣界           | 梁劉柔芬 |            |           |           | →         |           |           |           |      |
| 功能界別   | 紡織及製衣界           | 鍾國斌   |            |           |           |           |           |           |           |      |
| 功能界別   | 批發及零售界           | 周梁淑怡 |            |           |           |           |           |           |           |      |
| 功能界別   | 批發及零售界           | 方剛     |            |           |           |           |           |           |           |      |
| 功能界別   | 批發及零售界           | 邵家輝   |            |           |           |           |           |           |           |      |
| 功能界別   | 飲食界                 | 張宇人   | 議席未設立 |           |           |           |           |           |           |      |
| 功能界別   | 區議會                 | 劉皇發   |            |           |           |           |           |           | 議席取消  |      |
| 選舉委員會 | 選舉委員會             | 何世柱   |            |           | 議席取消  | 議席取消  | 議席取消  | 議席取消  |           |      |
| 選舉委員會 | 選舉委員會             | 李鎮強   |            |           | 議席取消  | 議席取消  | 議席取消  | 議席取消  |           |      |
| 所得議席   | 所得議席               | 所得議席 | 10         | 8         | 10        | 7→3       | 5         | 4         | 4         |      |

### 區議員
2024年至2027年，自由黨在5個區議會共有8個議席
| 區議會 | 選任方式       | 選區號碼       | 選區           | 議員       | 備註 |
| ------ | -------------- | -------------- | -------------- | ---------- | ---- |
| 中西區 | 地方選區       | A1             | 中區           | 馮家亮     |      |
| 中西區 | 委任議員       | 委任議員       | 委任議員       | 楊哲安     |      |
| 灣仔區 | 地區委員會界別 | 地區委員會界別 | 地區委員會界別 | 林偉文     |      |
| 灣仔區 | 委任議員       | 委任議員       | 委任議員       | 周錦威博士 |      |
| 東區   | 地方選區       | C1             | 太北           | 阮建中     |      |
| 東區   | 地區委員會界別 | 地區委員會界別 | 地區委員會界別 | 曾卓兒     |      |
| 南區   | 地方選區       | D1             | 南區東南       | 梁進       |      |
| 西貢區 | 委任議員       | 委任議員       | 委任議員       | 林俊嘉     |      |

### 行政會議成員
- 張宇人（2016-）

### 第十四屆港區全國人大代表（2023-）
- 陳曉峰

### 第十四屆港區全國政協委員（2023-）
- 邵家輝
- 李鎮強

## 選舉

### 區議會選舉
| 選舉 | 民選得票 | 民選得票比例 | 民選議席 | 地區委員會議席 | 委任議席 | 當然議席 | 總議席   | 增減 |
| ---- | -------- | ------------ | -------- | -------------- | -------- | -------- | -------- | ---- |
| 1994 | 50,775   | 7.39%        | 18       | 不適用         | 不適用   | 1        | 18 / 346 | 18 ━ |
| 1999 | 27,718 ▼ | 3.42% ▼      | 15       | 不適用         | 9        | 2        | 15 / 390 | 3 ▼  |
| 2003 | 29,108 ▲ | 2.77% ▼      | 12       | 不適用         | 8        | 2        | 12 / 400 | 3 ▼  |
| 2007 | 50,026 ▲ | 4.39% ▲      | 14       | 不適用         | 13       | 2        | 14 / 405 | 0 ━  |
| 2011 | 23,408 ▼ | 1.98% ▼      | 9        | 不適用         | 4        | 0        | 9 / 412  | 5 ▼  |
| 2015 | 25,157 ▲ | 1.74% ▼      | 9        | 不適用         | 不適用   | 1        | 9 / 431  | 0 ━  |
| 2019 | 27,684 ▲ | 0.95% ▼      | 5        | 不適用         | 不適用   | 0        | 5 / 452  | 4 ▼  |
| 2023 | 19,574 ▼ | 1.67% ▲      | 3        | 2              | 3        | 0        | 8 / 470  | 3 ▲  |

### 已停止舉辦的選舉

#### 市政局選舉
| 選舉 | 民選得票 | 民選得票比例 | 市政局議席 | 區域市政局議席 | 總議席 | 增減 |
| ---- | -------- | ------------ | ---------- | -------------- | ------ | ---- |
| 1995 | 7,188    | 1.29%        | 1          | 0              | 1 / 59 | 1 ▲  |

## 外部連結
- 自由黨的Facebook專頁
- 自由黨
- 田北俊偏離愛國陣營「總路線」 自由黨勢危 （页面存档备份，存于）